# Andrena gardineri
Andrena gardineri är en biart som beskrevs av Cockerell 1906. Andrena gardineri ingår i släktet sandbin, och familjen grävbin. Inga underarter finns listade i Catalogue of Life.

## Bildgalleri

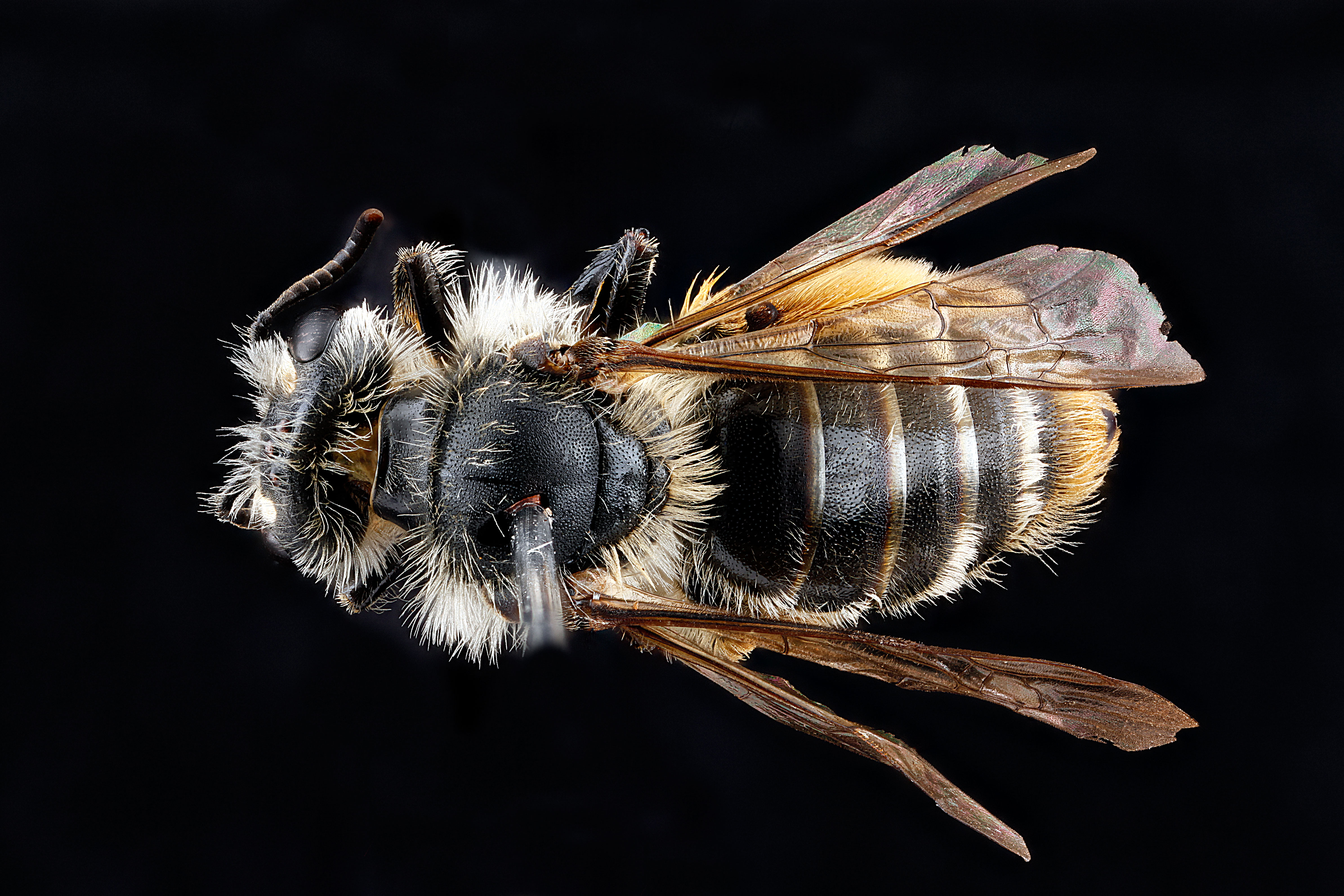
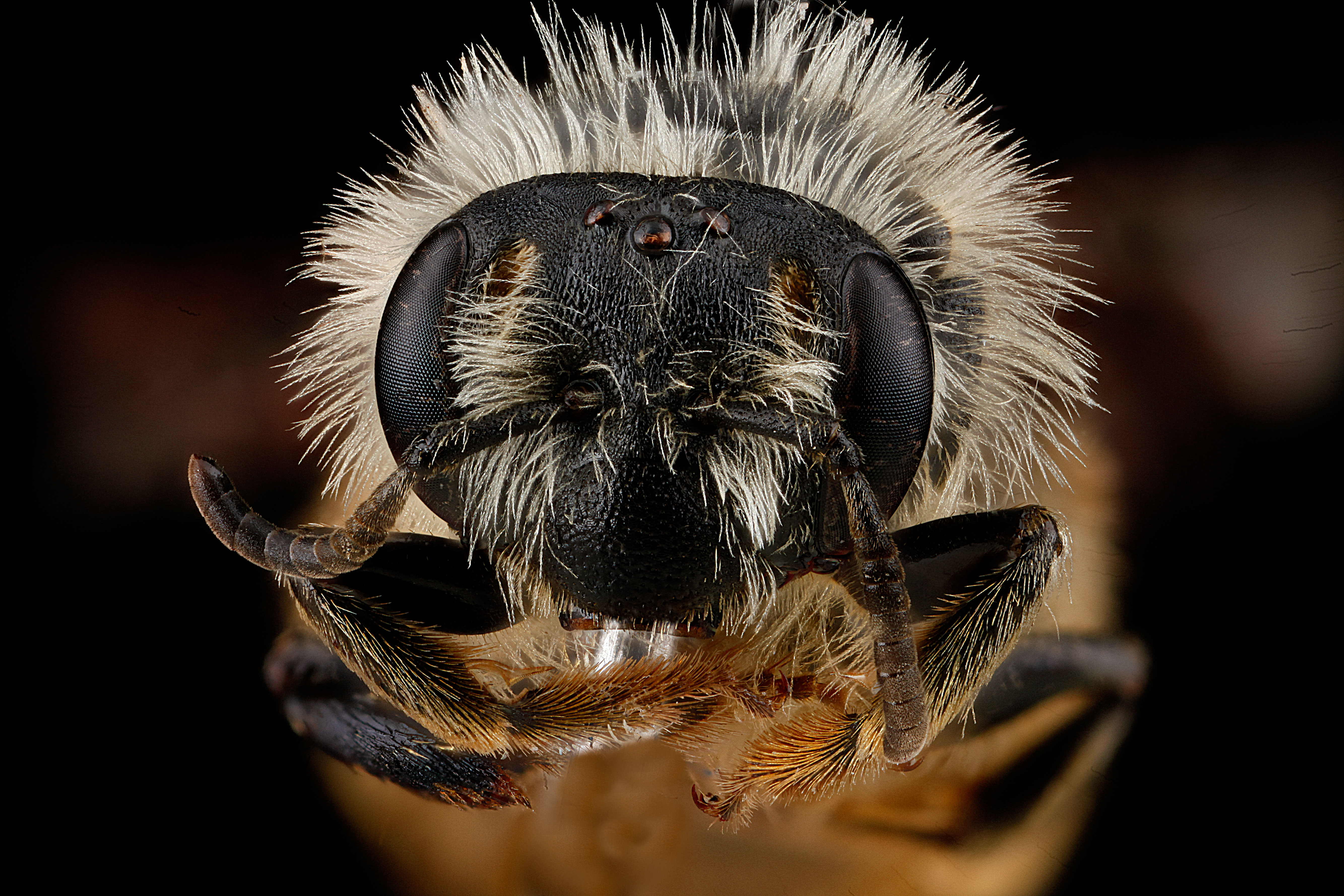
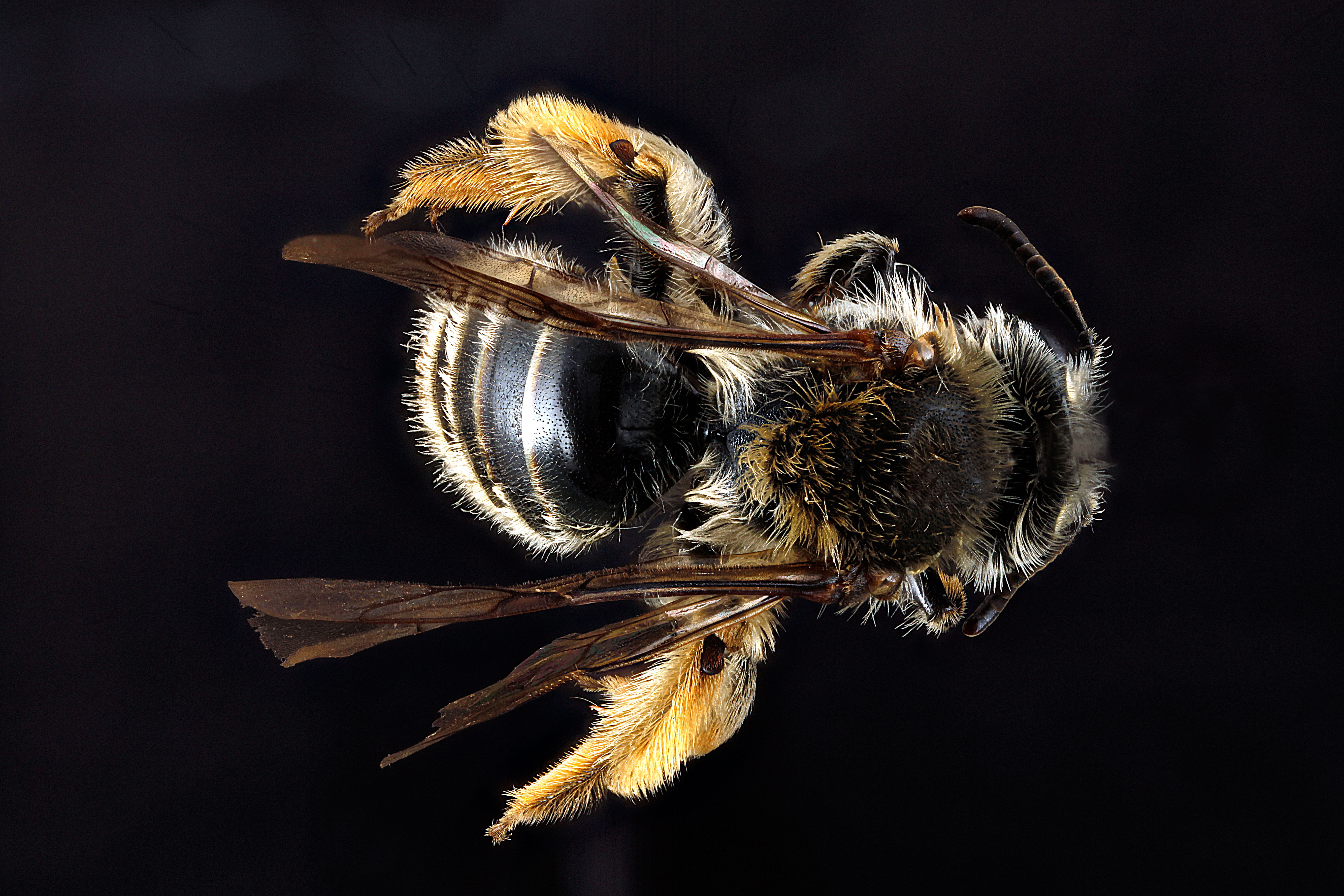
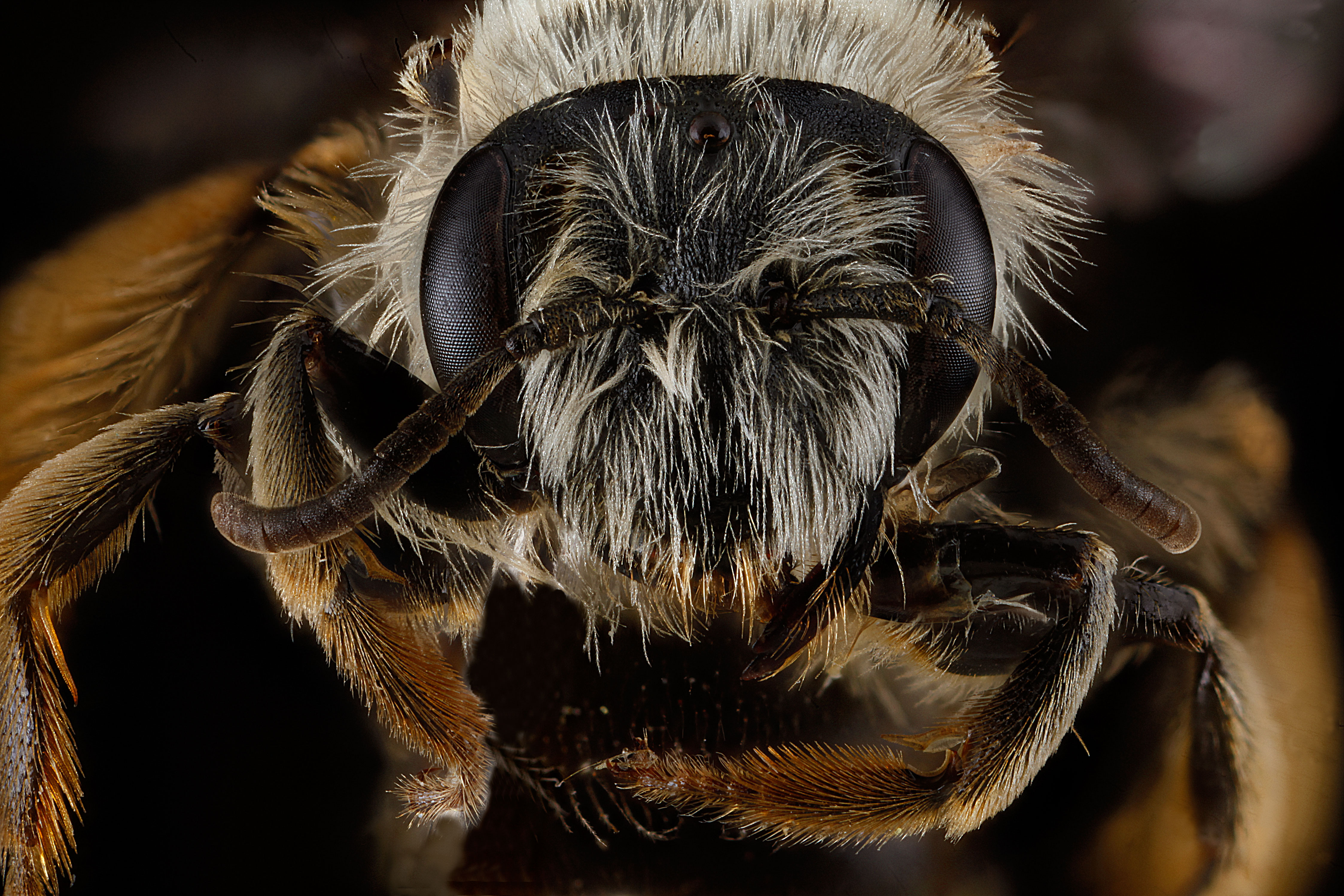
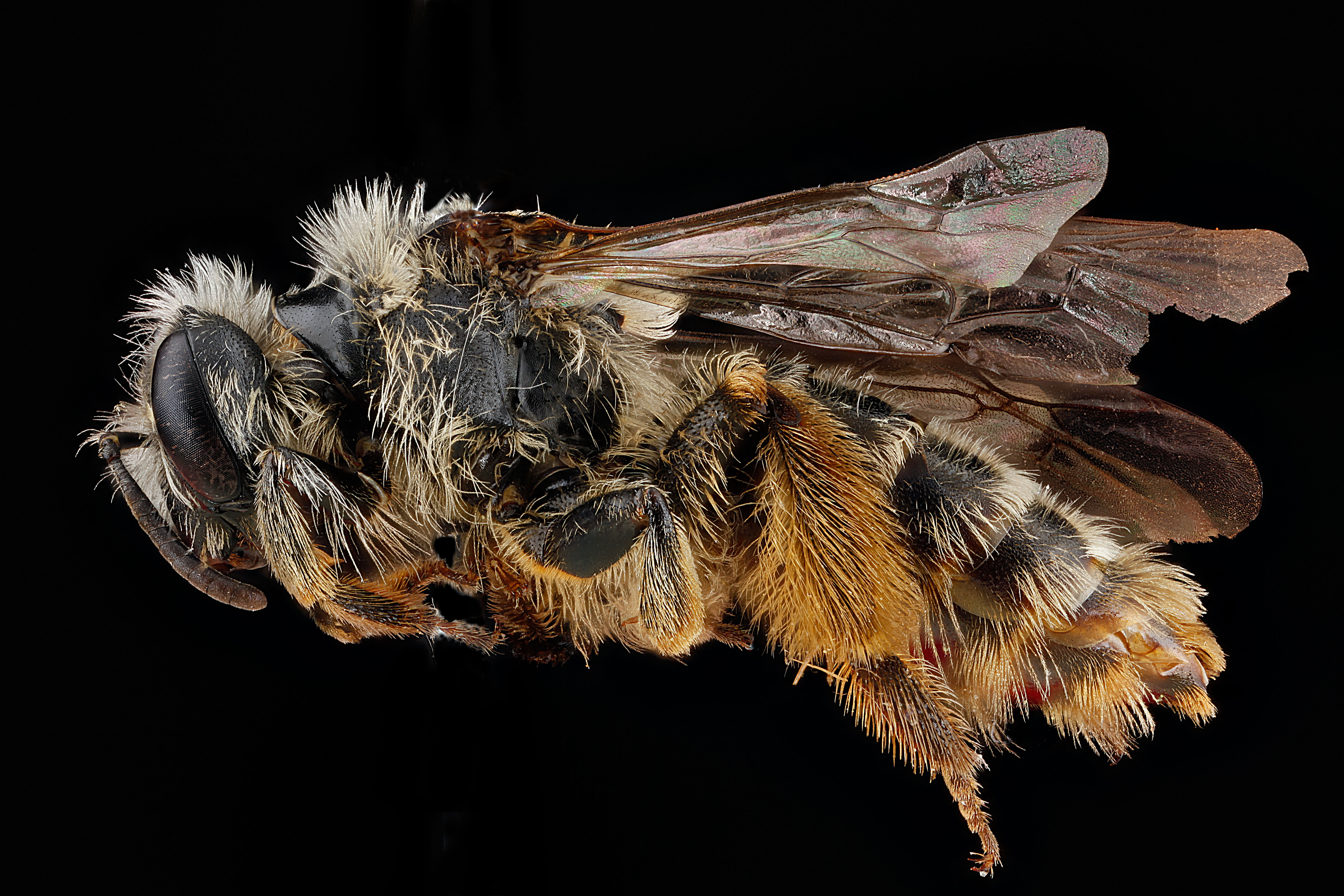
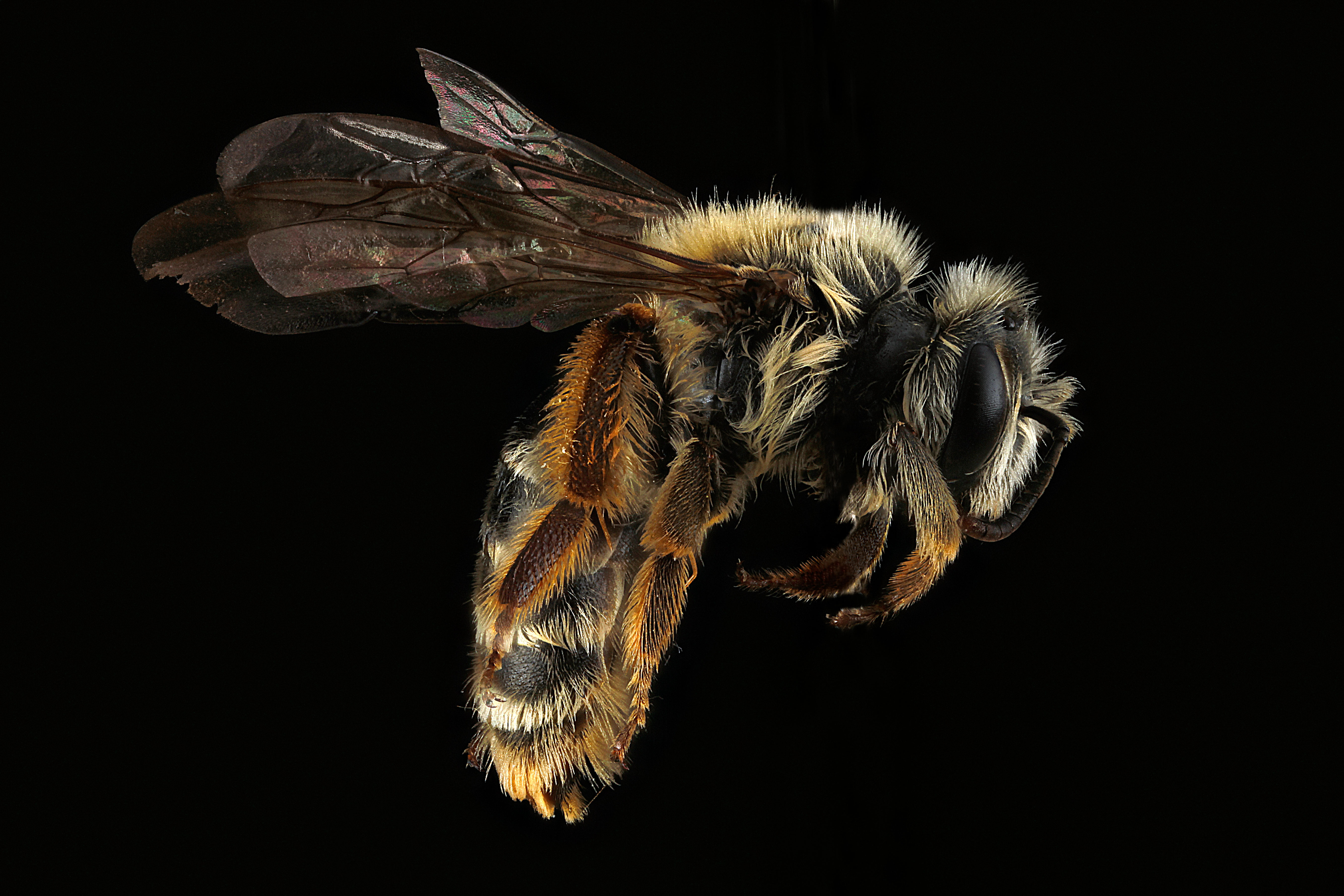